# Wang Chongyang
Wang Chongyang (Distrito de Qindu, 11 de janeiro de 1113 – Kaifeng, 22 de janeiro de 1170) [Calendário chinês: 宋徽宗政和二年十二月廿二 – 金世宗大定十年正月初四] (Chinês tradicional: 王重陽; Chinês simplificado: 王重阳; pinyin: Wáng Chóngyáng) era da dinastia Song. Foi um dos fundadores do Taoismo Quanzhen no século XII. É um dos cinco patriarcas do norte dessa escola de Taoismo. As novelas populares wuxia do Jinyong, incluem um personagem baseado em Wang Chongyang.

## Vida
Nascido como Wang Zhongfu em 1113, Wang Chongyang cresceu em uma família rica e recebeu educação clássica e treinamento em artes marciais.
De acordo com a tradição, no verão de 1159, quando tinha quarenta e oito anos, encontrou dois taoistas imortais em uma taberna: Zhongli Quan e Lü Dongbin, que deram a ele ensinamentos sobre os rituais taoistas secretos. Então, mudou seu nome para Zhe e adotou o nome taoista Chongyang.
Em 1160, encontrou um dos imortais que lhe deu cinco instruções escritas chamadas Ganshui xianyuan lu. Segundo a tradição, essas instruções incluíam referências aos nomes de dois homens que mais tarde se tornariam seus discípulos: Ma Yu and Tan Chuduan. Em estado de delírio, Wang Chongyang cavou uma sepultura para si que ele chamou de "túmulo dos mortos vivos" e viveu ali por três anos.
Após os três anos, Wang Chongyang cobriu o túmulo e construiu uma cabana sobre ele, chamando-a "cabana da perfeição completa". Nela, morou por quatro anos, continuando seus estudos de Taoismo e ensinando a outros. Durante esse tempo, conheceu Tan Chuduan, que se tornou seu discípulo, após ser curado de uma doença por Wang. Qiu Chuji e Tan viajaram com Wang pelas cidades e vilas das redondezas, fundando cinco congregações taoistas. Mais tarde, os ensinamentos de Wang Chongyang foram reunidos noo Ensinamentos da perfeição completa e seu ramo de Taoismo ficou conhecido como o Quanzhen ("completa perfeição") escolar.
Em 1167, Wang Chongyang queimou a cabana, dançando e cantando. Depois viajou para leste para Shandong, onde encontrou Ma Yu e sua esposa Sun Bu'er, que também se tornaram seus discípulos. Esses foram os últimos de seus sete discípulos conhecidos depois como "Os sete mestres do Quanzhen" ou Os sete anciãos de Quanzhen, ou ainda Os sete imortais.

## Escritos
Wang Chongyang foi o autor de muitos poemas de instrução taoista. De acordo com a lenda, Liu Chuxuan passou a ser um seguidor de Wang Chongyang após ler um dos poemas de Wang num muro.
Seus escritos incluem:
- "Uma antologia da perfeição completa por Chongyang" (Chongyang quanzhen ji)
- "Antologia dos ensinamentos para a transformação por Chongyang" (Chongyang jiaohua ji)
- "Antologia das dez Transformações pela divisão das peras" (Chongyang fenli shihua ji) (A frase "a dividir uma pera" é um trocadilho para "separar", foram escritos com o objetivo de convencer Ma Yu e Sun Bu'er em se separar com o fim de melhor cultivar o Dao)

## Discípulos

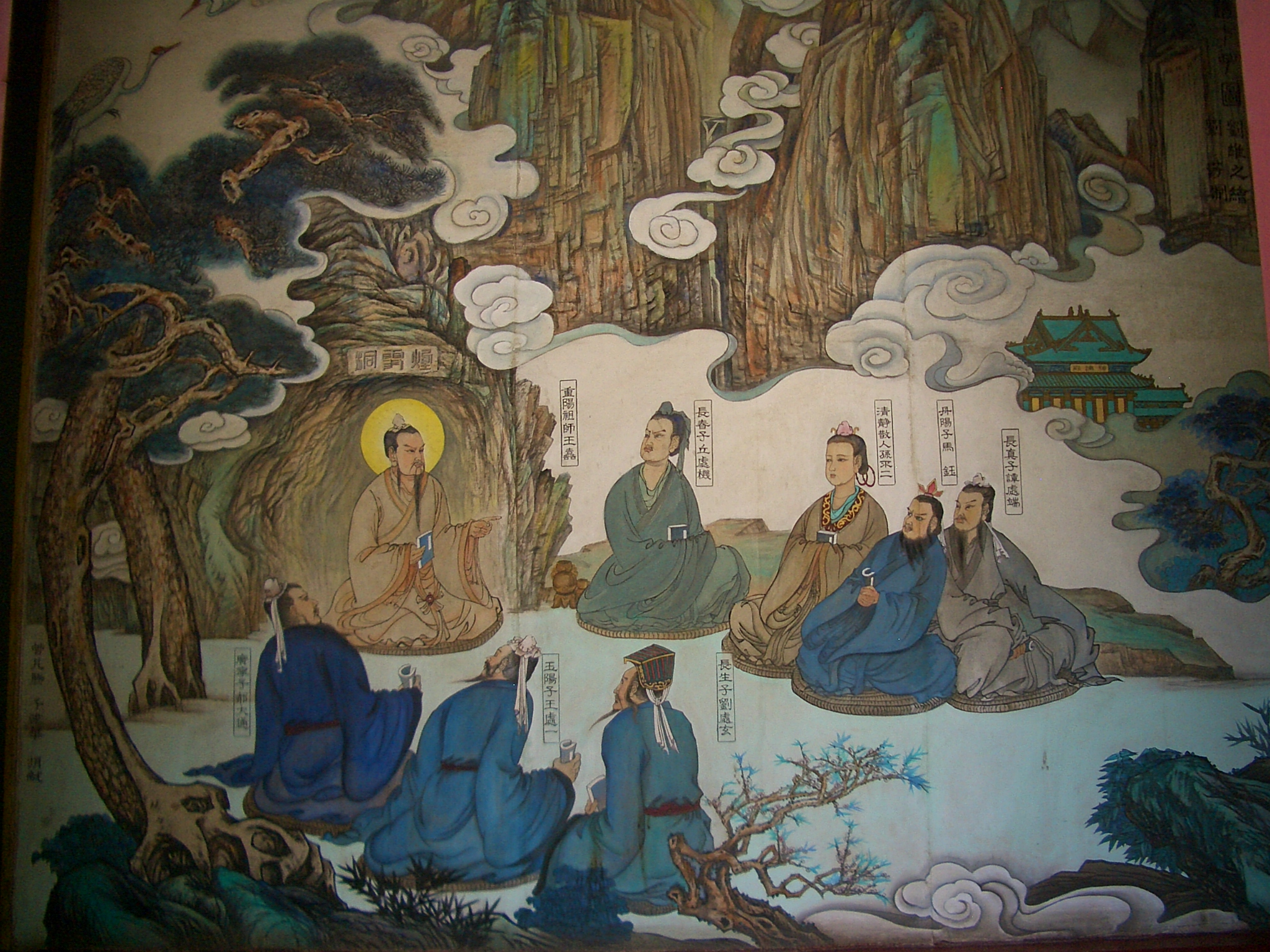
Wang Chongyang e seus sete discípulos, templo Changchun, Wuhan

Sun Bu'er e Qiu Chuji se destacam particularmente entre os discípulos de Wang Chongyang. Sun Bu'er é uma das mais importantes mulheres do Taoismo. Seu marido, Ma Yu, outro dos sete discípulos, sucedeu Wang Chongyang como líder do ramo taoista Quanzhen.
Qiu Chuji, com o apoio de Genghis Khan, fundou o famoso monastério da nuvem branca em Pequim. Genghis Khan concedeu a isenção fiscal a todos os mosteiros Quanzhen e colocou Qiu Chuji no comando de todas as religiões da China. Esse forte apoio ajudou a escola Quanzhen de Taoismo a florescer, sendo forte até hoje.
Cada um dos sete discípulos fundou sua própria linhagem no Taoismo Quanzhen, que são as seguintes:
1. Ma Yu (馬鈺) fundou a linhagem Yuxian (Encontro com os imortais)
2. Tan Chuduan (譚處端) fundou a linhagem Nanwu (Vazio do sul)
3. Liu Chuxuan (劉處玄) fundou a linhagem Suishan (Monte Sui)
4. Qiu Chuji (丘處機) fundou a linhagem Longmen (Porta do dragão)
5. Wang Chuyi (王處一) fundou a linhagem Yushan (Monte Yu)
6. Hao Datong (郝大通) fundou a linhagem Huashan (Monte Hua)
7. Sun Bu'er (孙不二) fundou a linhagem Qingjing (Clareza e quietude)